# 점화

점화

점화(點火) 인간이 연료를 강제적으로 가열하여 불을 붙이는 행동을 말한다. 대체로 다음과 같은 행위를 가리킨다.
- 발화
- 연소
- 융합 점화
- 점화 계통
  - 점화 순서

## 같이 보기
- 발화법